# Strategic Command 2: Blitzkrieg
Strategic Command 2: Blitzkrieg est un jeu vidéo de type wargame développé par Fury Software et publié par Battlefront.com en 2006 sur PC. Il fait suite à Strategic Command: European Theater (2002). Comme ce dernier, il se déroule pendant la Seconde Guerre mondiale et propose six campagnes. Dans ces dernières, le joueur commande les forces des Alliés ou de l’Axe et gère l’économie, les recherches technologiques et les troupes de son camp. Outre ces campagnes, il propose un mode multijoueur qui permet de jouer en hot seat, par email ou sur Internet.

## Accueil
| Strategic Command 2 |      |       |
| Média               | Pays | Notes |
| Gamekult            | FR   | 6/10  |
| Jeuxvideo.com       | FR   | 14/20 |
| Joystick            | FR   | 4/10  |